# Vincent Haaga
Vincent Haaga (* 11. Juli 1995 in Starnberg) ist ein deutscher Sportschütze im Wurfscheibenschießen in der Disziplin Skeet.

## Leben und Karriere
Haaga entdeckte mit 15 Jahren bei seiner Jungjägerausbildung das Interesse am Flintenschießen und wandte sich an den WTC Hundebusch in Ratzeburg. 2012 nahm er als Füllschütze beim EM-Qualifikations-Wettkampf des Nationalkaders teil, dort wurde ihm klar, wo er hin wollte. Im gleichen Jahr noch konnte er seine Leistung um mehr als 10 Scheiben verbessern und wurde Sechster bei den Deutschen Meisterschaften, wo auch der Sprung in den Juniorenkader gelang. 2013 folgten die ersten internationalen Wettkämpfe. In Suhl bei der Europameisterschaft (EM) wurde er Neunter und mit der Mannschaft Vierter. Zur Weltmeisterschaft (WM) ging es nach Peru, wo er in Lima Dreizehnter und mit der Mannschaft ebenfalls Vierter wurde. Zwei Jahre später gewann er seine erste internationale Medaille bei der EM in Maribor, Haaga wurde Vizeeuropameister mit der Mannschaft zu der auch Tilo Fritze und Yannik Hofmann gehörte, im Einzel erreichte er im Finale den fünften Platz.
Der Übergang in den Erwachsenenkader verlief nahtlos. 2016 in Lonato bei der EM war er mit der Mannschaft wieder erfolgreich und erhielt Bronze. Haagas bis jetzt größter Erfolg gelang ihm bei der WM 2017 in Moskau, wo er Vizeweltmeister wurde. 2021 und 2022 kam noch zweimal Bronze mit der Mannschaft bei den Weltcups in Osijek und Nikosia hinzu.
Bei der Weltmeisterschaft 2023 in Baku verfehlte Haaga lediglich zwei Scheiben in der Qualifikation und musste mit 123 Treffern ins Stechen um eine Finalteilnahme sowie einen Quotenplatz für die Olympischen Sommerspiele 2024 in Paris mit fünf weiteren Schützen. Mit 21 Treffern im Stechen musste er sich einem Kasachen (23 Treffer) und dem Dänen Jesper Hansen (24 Treffer), der ins Finale einzog und den Quotenplatz holte, geschlagen geben. Haaga belegte am Ende den achten Platz.
Der Sportsoldat wurde im Zeitraum 2012 bis 2023 siebenmal Deutscher Meister, einmal Vizemeister und bekam dreimal Bronze.